# Zakrzówek (Podlesie Mleczkowskie)
Zakrzówek – przysiółek wsi Podlesie Mleczkowskie w Polsce położona w województwie mazowieckim, w powiecie radomskim, w gminie Zakrzew.
W latach 1975–1998 Zakrzówek administracyjnie należał do województwa radomskiego.